# Cot Abah Glanggang
Cot Abah Glanggang är en kulle i Indonesien.   Den ligger i provinsen Aceh, i den västra delen av landet, 1 800 km nordväst om huvudstaden Jakarta. Toppen på Cot Abah Glanggang är 168 meter över havet.
Terrängen runt Cot Abah Glanggang är kuperad österut, men västerut är den platt. Havet är nära Cot Abah Glanggang åt nordväst. Runt Cot Abah Glanggang är det tätbefolkat, med 257 invånare per kvadratkilometer. Närmaste större samhälle är Banda Aceh, 12,8 km väster om Cot Abah Glanggang. Omgivningarna runt Cot Abah Glanggang är en mosaik av jordbruksmark och naturlig växtlighet.